# ドリーン・マッシー (地理学者)
ドリーン・バーバラ・マッシー（Doreen Barbara Massey、FRSA FBA AcSS、1944年1月3日 - 2016年3月11日）は、イギリスの社会科学者、フェミニスト地理学者で、特にマルクス主義地理学 (Marxist geography) が典型的に取り上げてきた主題を論じた。オープン大学の地理学教授として活動し、後には名誉教授となった。

## 経歴
マッシーはマンチェスターに生まれ、ウィゼンソー (Wythenshawe) の大規模な公営住宅地区に育った。オックスフォード大学に学び、ペンシルベニア大学で地域科学 (Regional Science) の修士号を取得し、ロンドンのシンクタンクであった環境研究センター (Centre for Environmental Studies, CES) で働き始めた。CESには、当時のイギリス経済について重要な分析家たちが何人も所属しており、マッシーは特にリチャード・ミーガン (Richard Meegan) と共同研究を行なった。CESが廃止された際、マッシーはオープン大学へ教員として移った。
ドリーン・マッシーは2009年に大学を退職したが、その後もしばしばメディアにコメンテーターとして登場しており、特に産業や地域動向について論じている。オープン大学の名誉教授として、講演を行ったり、テレビの教育番組に参加したり、本を出版したりした。

## 研究
ドリーン・マッシーのおもな研究分野は、グローバリゼーション、地域不均等発展、都市、場所 (place) の再概念化である。マッシーは同時代の西側資本主義社会の分析をおもに行なっているが、ニカラグア、南アフリカ共和国、ベネズエラについても研究対象としている。

### 経済地理学
マッシーは、CESに所属していた当時の、初期の著作によって、「労働の空間的分業 (spatial divisions of labour)」理論（権力の幾何学、Power Geometry）の基礎を確立し、社会的不平等は資本主義経済の不均等性 (unevenness) によって生み出されるものであり、富める地域と貧しい地域の間、社会階級の間には、硬直化した分断が生じると論じた。貧困、福祉、富には「空間が関わる (Space matters)」のである。その後の年月の経過の中で、マッシーは、空間と空間的関係を現代社会の解明の中心に置き続けながら、この理論の精緻化と拡張を進めた。

### 場所の意識
マッシーは、場所の重要性について議論してきたが、彼女は、本質論的、静態的な概念として場所を捉えることに反対する立場に沿うものであり、そこでは、
- 場所は単一のアイデンティティー（同一性）をもつものではなく、そのアイデンティティは重層的 (multiple) である
- 場所は時間の流れに対して固定されているものではなく、過程 (processes) である
- 場所は明確な内部と外部をもつような囲い込まれたもの (enclosures) ではない

と考えられている。
マッシーは、「A Global Sense of Place」という論文において、ロンドン北西部キルバーン (Kilburn) のキルバーン・ハイ・ロード (Kilburn High Road) に例をとり、場所についての、彼女の言う「先進的 (progressive)」ないし「グローバル」な意識を例示している。
Social Science Bites によるポッドキャストのインタビューで、マッシーは物理的空間を生きているものと捉える見方について語っている 。

## おもな受賞歴
- Presidential Achievement Award - アメリカ地理学会 (AAG) (2014)
- ヴィクトリア・メダル (Victoria Medal) - 王立地理学会[4] (1994)
- Centenary Medal - 王立スコットランド地理学会 (Royal Scottish Geographical Society) (2003).
- ヴォートリン・ルッド国際地理学賞 (Lauréat Prix International de Géographie Vautrin Lud) (1998)[11]
- ハロコピオ大学（Χαροκόπειο Πανεπιστήμιο、Harokopio University：アテネ）名誉博士号 (2012)[12]
- Anders Retzius Gold Medal - スウェーデン人類学・地理学会 (Svenska Sällskapet för Antropologi och Geografi、Swedish Society for Anthropology and Geography) (2003)
- エディンバラ大学 名誉理学博士号 (honorary DSc) (2006)
- グラスゴー大学 名誉博士号 (honorary DSc) (2009)
- 王立芸術協会 (Royal Society of Arts) フェロー
- 社会科学アカデミー会員 (Academician of the Social Sciences)
- 英国学士院 (en:British Academy) フェロー

## 著作
- Cordey-Hayes, M. & Massey, DB.. 1970. An operational urban development model of Cheshire.  London: Centre for Environmental Studies.
- Massey, D.B. 1971. The basic: service categorisation in planning  London: Centre for Environmental Studies.
- Massey, D.B. 1974. Towards a critique of industrial location theory  London: Centre for Environmental Studies.
- Massey, D.B & Batey, P.W.J. (Eds)(1977) "Alternative Frameworks for analysis", London:Pion (ISBN 085086061X)
- Massey, D.B. &  Catalano, A. (1978) Capital and land: Landownership by capital in Great Britain.  London: Edward Arnold.    (ISBN 0713161086 and 0713161094 pbk)
- Massey, D.B. & Meegan, R.A. (1979) The geography of industrial reorganisation: The spatial effects of the restructuring of the electrical engineering sector under the industrial reorganisation corporation.  Oxford and New York: Pergamon Press.
- Massey, D.B. & Meegan, R.A. (1982) The anatomy of job loss: The how, why, and where of employment decline.  London and New York: Methuen.
- Massey, D.B. (1984) Spatial divisions of labor: Social structures and the geography of production.  New York: Methuen.
- Massey, D.B. (1987) Nicaragua.  Milton Keynes, England and Philadelphia: Open University Press.
- Massey, D.B. (1988) Global restructuring, local responses. Atwood lecture. Worcester, Mass.: Graduate School of Geography, Clark University.
- Ginwala, F, Mackintosh, M, &  Massey, D.B. (1991) Gender and economic policy in a democratic South Africa.  Milton Keynes, U.K.: Development Policy and Practice, Technology Faculty, Open University.
- Massey, D.B. (1994) Space, place, and gender.  Minneapolis: University of Minnesota Press.
- Massey, D.B. (1995) Spatial divisions of labor: Social structures and the geography of production 2nd edition.  New York: Routledge.
  - 日本語訳：ドリーン・マッシィ（富樫幸一、松橋公治 訳）『空間的分業 - イギリス経済社会のリストラクチャリング』古今書院、2000年
- Hall, S., Massey, D.B., & Rustin, M. (1997) The next ten years.  London: Soundings.
- Allen, J., Massey, D.B, Cochrane, A. (1998) Rethinking the region. New York: Routledge.
- Massey, D.B (2005) For Space, London: Sage    (ISBN    1412903610 & 1412903629)
  - 日本語訳：ドリーン・マッシー（森正人、伊澤高志 訳）『空間のために』月曜社、2014年（予定）
- Massey, D.B. (2007). World City, Cambridge: Polity Press.
- Massey, D.B. (2010). World City, published with new Preface: "After the Crash", July 2010. Cambridge: Polity Press